# Pontecorvo
Pontecorvo és un comune (municipi) de la província de Frosinone, a la regió italiana del Laci.
Pontecorvo limita amb els municipis de Campodimele, Castrocielo, Esperia, Pignataro Interamna, San Giovanni Incarico, Aquino, Pico i Roccasecca.
A 1 de gener de 2019 tenia 13.027 habitants.

## Història
El poble es troba sota la Rocca Guglielma, una fortificació medieval enfilada en un esperó inaccessible. El seu nom deriva de "pons curvus" ("pont corbat"), que encara es pot veure abastant el riu Liri al centre de la ciutat, que va créixer al voltant de la capçalera del pont al llarg de l'edat mitjana. La corba del pont estava destinada a desviar les fustes que podrien colpejar els seus pilars durant les inundacions. L'etimologia popular de corvo ("corb"), símbol dels "monjos negres", els benedictins de l'abadia de Monte Cassino, dins del territori secular del qual, la Terra Sancti Benedicti , situat a Pontecorvo, es troba al modern escut de la ciutat, que representa un corb sobre un pont corbat.
En època romana, la regió agrícola es governava des d'Aquinum, l'Aquino modern. Algunes restes romanes han estat recuperades d'una vil·la romana a Sant'Oliva. La comuna medieval data del 860, quan Rodoald, el gastald llombard d'Aquino, va erigir la primera versió de la fortificació emmurallada sobre la Rocca, destinada a protegir el cap del pont dels intrusos sarraïns que arribaven al riu Liri. La capella del castell sembla haver estat dedicada a Sant Bartomeu; sobre les ruïnes del castell llombard es va erigir la catedral més antiga de Sant Bartomeu de la qual el camapanar era una reconstrucció de la torre castellana. Es van desenvolupar dos barris medievals, la Cività a les muralles i la Pastina als prats entre les muralles i el riu. El petit assentament de cap de pont formava part del Comtat de Capua, on el 866 Lluís II, emperador romà, va establir un campament a Pontecorvo en campanyes contra els sarraïns. El 960 Atenulf va aconseguir lligar Pontecorvo al seu gastaldat d'Aquino; a la seva mort, les seves terres es van dividir entre el comtat d'Aquino i el comtat de Pontecorvo.
El 1065 els normands va conquerir la regió i van unir Pontecorvo al comtat normand de Gaeta, però l'abat de Monte Cassino el va comprar el 1105 i va mantenir-lo en precari durant més de quatre segles. El primer estatut comunitari, entre els més antics del Regne de Nàpols, va ser concedit el 1190, cosa que significa una nova era de confiança cívica en un mateix període en què Pontecorvo va ser breument conquerit i governat per Roger II de Sicília, va ser reclamat pel papat i va ser saquejat per Carles d'Anjou. Durant el Cisma d'Occident, Pontecorvo es va aliar amb l'antipapa Climent VII en oposició al poder local de Monte Cassino.

Bandera de la República de Pontecorvo, 1820

Tot i que es troba just al territori del Regne de Nàpols, la ciutat fou un exclau dels Estats Pontificis a partir del 1463, quan la ciutat comuna italiana es posà sota la jurisdicció papal, fins que va ser capturada per l'exèrcit de França a les Guerres Napoleòniques. Després de ser proclamat "rei d'Itàlia" el 1805, Napoleó va crear el Principat de Pontecorvo, un principat per al seu general Jean Baptiste Bernadotte, que es convertiria en rei Carles XIV Joan de Suècia i III de Noruega. El principat era nominalment sobirà, però el príncep va haver de prestar jurament al rei. Va tenir una vida curta, i el 1815 la ciutat va ser cedida als Estats Pontificis. El 1820 la "República" de Pontecorvo es va separar dels Estats Pontificis, però el govern papal es va restablir el març de 1821. El 1860 es va unir a Benevento, l'altre enclavament papal del sud d'Itàlia, en unir-se amb el nou regne d'Itàlia.
La ciutat va ser destruïda durant la Segona Guerra Mundial i reconstruïda en un estil modern.